# Stefan Posch
Stefan Posch, född 14 maj 1997, är en österrikisk fotbollsspelare som spelar för Bologna. Han representerar även Österrikes landslag.

## Karriär
Den 1 september 2022 lånades Posch ut av 1899 Hoffenheim till Bologna på ett säsongslån med köpoption. Den 31 maj 2023 blev han klar för en permanent övergång till klubben.